# M'Garto
M Garto (franska: M Garto (CR), M Garto (Commune Rurale), arabiska: امريزيك) är en kommun i Marocko.   Den ligger i provinsen Settat och regionen Casablanca-Settat, i den norra delen av landet, 90 km söder om huvudstaden Rabat. Antalet invånare är 8 780.